# Обервенінген
Обервенінген (нім. Oberweningen) — громада  в Швейцарії в кантоні Цюрих, округ Дільсдорф.

## Географія
Громада розташована на відстані близько 100 км на північний схід від Берна, 18 км на північний захід від Цюриха.
Обервенінген має площу 4,9 км², з яких на 10,6% дозволяється будівництво (житлове та будівництво доріг), 34% використовуються в сільськогосподарських цілях, 55,2% зайнято лісами, 0,2% не є продуктивними (річки, льодовики або гори).

## Демографія
2019 року в громаді мешкало 1790 осіб (+2,5% порівняно з 2010 роком), іноземців було 20,3%. Густота населення становила 362 осіб/км².
За віковим діапазоном населення розподілялося таким чином: 19,6% — особи молодші 20 років, 63% — особи у віці 20—64 років, 17,5% — особи у віці 65 років та старші. Було 755 помешкань (у середньому 2,4 особи в помешканні).
Із загальної кількості 235 працюючих 34 було зайнятих в первинному секторі, 48 — в обробній промисловості, 153 — в галузі послуг.